# Nichelino
Nichelino est une commune italienne de la ville métropolitaine de Turin, dans le Piémont.

## Administration
| Période                                  | Période  | Identité          | Étiquette       | Qualité |
| ---------------------------------------- | -------- | ----------------- | --------------- | ------- |
| 14 juin 2004                             | En cours | Giuseppe Catizone | Centro-Sinistra |         |
| Les données manquantes sont à compléter. |          |                   |                 |         |

### Hameaux
Stupinigi.

### Communes limitrophes
Turin, Orbassano, Beinasco, Moncalieri, Candiolo, Vinovo.